# Šestidesjatniki
I Šestidesjatniki (Шестидесятники) erano i rappresentanti di una generazione dell'Intelligencija sovietica, nati per la maggior parte tra il 1925 e il 1945 ed entrati nel panorama culturale e politico dell'URSS tra la fine degli anni cinquanta e i sessanta, dopo il disgelo di Chruščëv. La loro visione del mondo si era formata durante le grandi purghe staliniane, che colpirono i parenti più stretti di molti Šestidesjatniki , e con la Seconda guerra mondiale, dove molti si erano arruolarati come volontari.
I Šestidesjatniki si distinguevano per il loro pensiero liberale e antitotalitario ed il romanticismo che esprimevano nell'arte e nella musica. Nonostante molti Šestidesjatniki credevano negli ideali comunisti, si ritrovarono delusi dal regime di Stalin e la conseguente repressione delle libertà civili di base.
Molti Šestidesjatniki erano intellettuali che seguivano principalmente due diverse linee di pensiero: i "fisici", coinvolti nelle scienze tecniche, e i "poeti", ovvero scrittori, sceneggiatori, attori e altri rappresentanti di diverse arti liberali. Tuttavia venivano riuniti ed accomunati dalla cultura  della musica Bard,  la disillusione verso la politica  e la passione dei campeggi nelle regioni remote dell'Unione Sovietica.
I Šestidesjatniki hanno avuto dei parallelismi con i movimenti New Left e hippy occidentali ma hanno maggior punti in comune con la più intellettuale  Beat Generation.